# Vårtkrös
Vårtkrös (Exidia glandulosa) är en svampart som först beskrevs av Pierre Bulliard (v. 1742–1793), och fick sitt nu gällande namn av Elias Fries 1822. Enligt Catalogue of Life ingår Vårtkrös i släktet Exidia,  och familjen Auriculariaceae, men enligt Dyntaxa är tillhörigheten istället släktet Exidia,  och familjen Exidiaceae. Arten är reproducerande i Sverige. Inga underarter finns listade i Catalogue of Life.